# Mendeed
Mendeed je bio škotski metalcore sastav.

## Povijest sastava
Osnovan je 2000. godine u Dumbartonu, te su EP-om Killing Something Beautiful započeli kao nu metal sastav, no već na idućem As We Rise su prešli na kombinaciju melodičnog death metala i metalcorea. Godine 2003. potpisuju za britansku izdavačku kuću Rising Records, te izdaju još jedan EP From Shadows Come Darkness, nakon kojeg kreću na turneju na kojoj su dva puta nastupali s poznatim sastavom DragonForce. Njihov prvi studijski album This War Will Last Forever objavljuje 2005. Rising Records, a iduće godine Nuclear Blast, te su na Kerrang i Metal Hammer nagradama bili nominirani za najbolji novi sastav. Ponovo kreću na turneju, na kojoj su između ostalih nastupali sa sastavima Anthrax, Cradle of Filth, Napalm Death, Fear Factory, Avenged Sevenfold i Slipknot te na Download festivalu. Svoj drugi i posljednji album The Dead Live By Love objavili su 2007., prije nego što su zbog financijskih problema odlučili prestati s radom.

## Članovi sastava
Posljednja postava
- Dave Proctor – vokal
- Steve Nixon – prva gitara
- Steph Gildea – ritam gitara
- Chris Lavery – bas-gitara
- Kevin Matthews – bubnjevi

## Diskografija
Studijski albumi
- This War Will Last Forever (2006.)
- The Dead Live By Love (2007.)

Kompilacija
- Shadows War Love (2008.)

EP-ovi
- Killing Something Beautiful (2002.)
- As We Rise (2003.)
- From Shadows Came Darkness (2004.)
- Positive Metal Attitude (2006.)

Singlovi
- "Ignite the Flames" (2004.)
- "Beneath a Burning Sky" (2005.)
- "Act of Sorrow" (2005.)

## Vanjske poveznice
- Službena Myspace stranica